# Rivière Denys
Pour les articles homonymes, voir Denys.
La rivière Denys est un affluent de la rive gauche de la Grande rivière de la Baleine, laquelle se déverse sur la rive est de la baie d'Hudson, au village de Kuujjuarapik. La rivière Denys coule vers l'ouest, dans le territoire non organisé de la Baie-d'Hudson, dans la région administrative du Nord-du-Québec, au Québec, au Canada.

## Géographie
Les bassins versants voisins de la rivière Denys sont :
- côté nord : Grande rivière de la Baleine, lac Schindler ;
- côté est : lac Denys, lac Marets, rivière Kanaaupscow, rivière Chauvreulx ;
- côté sud : ruisseau Sucker, rivière Vauquelin ;
- côté ouest : lac Aakauplynanuch, lac Slyawachikamaw.

La rivière Denys prend sa source d'un ensemble de plans d'eau situés au sud et à l'est du lac Silvy. Ce dernier constitue le principal lac de tête de la rivière.
Dans son cours vers le nord-ouest, la rivière Denys traverse le lac Marest. Puis elle recueille les eaux notamment du lac Denys et du lac Schindler, puis de la décharge du lac Temblay (venant de l'est) et de la décharge du lac Aakauplynanuch (venant du sud-ouest).
L'embouchure de la rivière Denys est situé à 28,4 km (mesuré en suivant la rivière) de l'embouchure de la Grande rivière de la Baleine.

## Toponymie
Ce toponyme évoque l'œuvre de vie de Simon-Pierre Denys, de Bonaventure (Trois-Rivières, 1659 - Rochefort, France, 1711). Au cours de la guerre avec les Britanniques, Denys prend le commandement du navire Saint-François-Xavier de la Compagnie du Nord. Il accompagne alors Pierre Le Moyne d'Iberville lequel commande le navire Saint-Anne, lors d'une expédition à la baie d'Hudson qui avait pour but de prendre le fort York alors administré par les Anglais.
Plus tard dans la saison, compte tenu de l'approche de l'hiver, une deuxième charge contre le fort York est annulée. Conséquemment, l'équipage supervisée par Denys transporte des provisions vers l'Acadie, en compagnie du sieur d'Iberville. À partir de 1696, et au cours des quatre années suivantes, Bonaventure approvisionne l'Acadie par la voie de la mer. Il est nommé ensuite commandant en second lorsque Brouillan succède à Villebon comme gouverneur de l'Acadie, en 1701. Finalement, Bonaventure est nommé gouverneur de l'Acadie, le 2 février 1706.
Le toponyme rivière Denys a été officialisé le 5 décembre 1968 à la Commission de toponymie du Québec.